# 弗倫提那鑽石

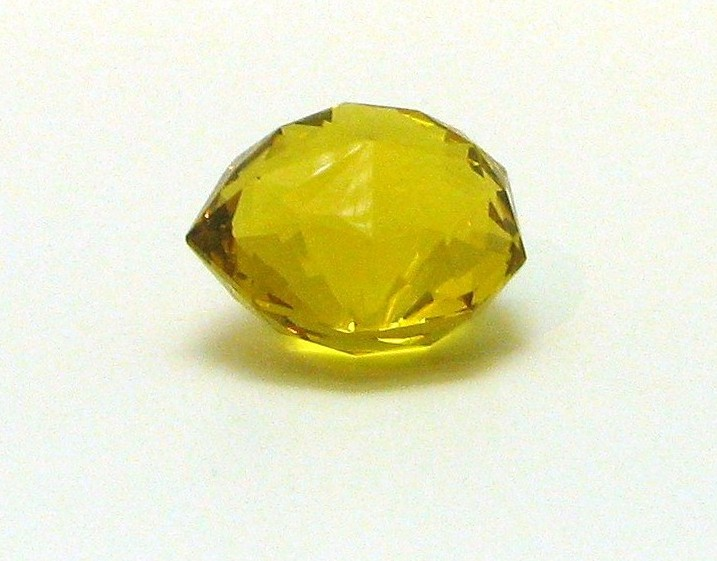
弗伦提那钻石（複製）

弗倫提那鑽石（英語：The Florentine Diamond）是一顆已遺失的印度鑽石。顏色是淺黃色又帶有非常輕微的綠色。它以不規則且非常複雜的形式切割，重量為137.27克拉（27.454克）。這顆鑽石也有幾個其他的稱呼。

## 延伸閱讀
- Shipley, Robert M. (1936). Important Diamonds of the World, pp. 15–18. 美国宝石研究院, USA, Vol. 2, No. 1 （Spring 1936）